# 川崎由紀夫
川崎 由紀夫（かわさき ゆきお、1963年〈昭和38年〉9月20日 - ）は、日本のジャーナリスト、ニュースキャスター、アニメプロデューサー。テレビ東京専務取締役 アニメ・新規事業開発担当兼IP・新事業推進会議議長。学位は経済学士（慶應義塾大学・1987年）。

## 経歴
慶應義塾大学経済学部を卒業後、1987年にテレビ東京入社。報道局に配属され、「ワールドビジネスサテライト」サブキャスター、大蔵省担当、ニューヨーク特派員などを歴任した。その後、編成局、ネットワーク局を経て、コンテンツ事業部に配属。『遊☆戯☆王』『NARUTO -ナルト-』『BLEACH』などを世界中に広める中、インターネットの違法視聴問題の解決策の一つとして、クランチロールと提携し、世界に向けたネットビジネスを軌道に乗せた。2009年にアニメ局アニメ事業部部長、2011年にアニメ局局長に就任。
2017年にテレビ東京ホールディングス参与、テレビ東京執行役員に就任。2018年にテレビ東京上席執行役員 ライツビジネス本部本部長に就任。2020年にテレビ東京ホールディングス取締役、テレビ東京取締役に就任。2021年にテレビ東京ホールディングス常務取締役、テレビ東京常務取締役に就任。

## 履歴

### 学歴・職歴
- 1987年（昭和62年）3月 - 慶應義塾大学経済学部卒業。[要出典]
- 1987年（昭和62年）4月 - 株式会社テレビ東京入社[1]。
- 2009年（平成21年）4月 - 株式会社テレビ東京 アニメ局アニメ事業部部長[2]。
- 2009年（平成21年）11月 - 総務省情報通信政策研究所メディア・ソフト研究会委員[3]。
- 2011年（平成23年）6月 - 株式会社テレビ東京 アニメ局局長[4]。
- 2012年（平成24年）3月 - 総務省コンテンツ海外展開協議会構成員[5][6]。
- 2012年（平成24年）12月 - 知的財産戦略本部コンテンツ強化専門調査会委員[7][8]。
- 2017年（平成29年）6月 - 株式会社テレビ東京執行役員 アニメ局局長[9]。
- 2017年（平成29年）10月 - 株式会社テレビ東京ホールディングス参与[1]。
- 2018年（平成30年）6月 - 株式会社テレビ東京上席執行役員 ライツビジネス本部本部長兼アニメ局担当[10]。
- 2019年（令和元年）6月 - 一般社団法人放送コンテンツ海外展開促進機構理事（現任）。
- 2019年（令和元年）6月 - 株式会社テレビ東京上席執行役員 アニメ・ライツ本部本部長[11]。
- 2020年（令和2年）6月 - 株式会社テレビ東京ホールディングス取締役 アニメ・ライツ統括[12]。
- 2020年（令和2年）6月 - 株式会社テレビ東京取締役 アニメ・ライツ本部本部長[12]。
- 2021年（令和3年）4月 - 株式会社テレビ東京ホールディングス取締役 アニメ・ビジネス統括[13]。
- 2021年（令和3年）4月 - 株式会社テレビ東京取締役 ライツ管理局担当兼アニメ・ビジネス本部本部長[14]。
- 2021年（令和3年）6月 - 株式会社テレビ東京ホールディングス常務取締役 アニメ・ビジネス統括[15]。
- 2021年（令和3年）6月 - 株式会社テレビ東京常務取締役 ライツ管理局担当兼アニメ・ビジネス本部本部長[15]。
- 2022年（令和4年）6月 - 株式会社テレビ東京ホールディングス専務取締役、株式会社エー・ティー・エックス代表取締役[16]。
- 2024年（令和6年）6月 - 株式会社テレビ東京専務取締役 アニメ・新規事業開発担当兼IP・新事業推進会議議長（現任）[17]。

## 作品一覧

### テレビアニメ
2003年
- E'S OTHERWISE - 企画

2004年
- 遊☆戯☆王デュエルモンスターズGX - 企画

2006年
- きらりん☆レボリューション - 製作委員会
- おとぎ銃士 赤ずきん - 企画

2007年
- ハヤテのごとく! - 製作委員会

2008年
- 遊☆戯☆王5D's - 企画
- きらりん☆レボリューション STAGE3 - 製作委員会
- 絶対可憐チルドレン - 製作委員会
- イナズマイレブン - 製作委員会

2009年
- 毎日かあさん - 企画
- たまごっち! - 製作委員会
- FAIRY TAIL - 企画

2010年
- ソ・ラ・ノ・ヲ・ト - エグゼクティブプロデューサー
- HEROMAN - 企画
- ひめチェン!おとぎちっくアイドル リルぷりっ - 製作統括
- 最強武将伝 三国演義（日本語版） - プロデューサー
- 閃光のナイトレイド - エグゼクティブプロデューサー
- 世紀末オカルト学院 - エグゼクティブプロデューサー
- テガミバチ REVERSE - 企画
- おとめ妖怪ざくろ - 企画
- 神のみぞ知るセカイ - 企画協力

2011年
- レベルE - 企画
- ダンボール戦機 - アドバイザー
- SKET DANCE - 企画
- プリティーリズム・オーロラドリーム - 企画
- 遊☆戯☆王ZEXAL - 企画
- 神のみぞ知るセカイII - 企画協力
- イナズマイレブンGO - アソシエイトプロデューサー（第1話 - 第9話）
- 神様ドォルズ - 企画
- 君と僕。 - 企画

2012年
- ダンボール戦機W - アドバイザー
- 君と僕。2 - 企画
- 戦国コレクション - 企画
- プリティーリズム・ディアマイフューチャー - 企画
- たまごっち! ゆめキラドリーム - 製作委員会
- うーさーのその日暮らし - 企画
- 遊☆戯☆王ZEXAL II - 企画
- アイカツ! - エグゼクティブプロデューサー

2013年
- 戦勇。 - エグゼクティブプロデューサー
- トレインヒーロー - エグゼクティブプロデューサー
- ダンボール戦機WARS - アドバイザー
- プリティーリズム・レインボーライブ - 企画
- ムシブギョー - 製作統括
- あいうら - 企画
- たまごっち! みらくるフレンズ - 製作委員会

2014年
- うーさーのその日暮らし 覚醒編 - 企画
- 妖怪ウォッチ - スーパーバイザー
- カリーノ・コニ - 企画
- GO-GO たまごっち! - 製作委員会
- FAIRY TAIL（第2期） - 企画（第176話・第177話）
- 遊☆戯☆王ARC-V - 企画
- ヒーローバンク - 企画
- ナノ・インベーダーズ - エグゼクティブプロデューサー

2015年
- ワンパンマン - 企画

2016年
- 聖戦ケルベロス 竜刻のファタリテ - 企画
- アイカツスターズ! - エグゼクティブプロデューサー
- 斉木楠雄のΨ難 - スーパーバイザー
- パズドラクロス - 企画

2017年
- 王室教師ハイネ - 企画
- スナックワールド - スーパーバイザー
- 遊☆戯☆王VRAINS - 企画
- ピコ太郎のララバイラーラバイ - 企画

2018年
- ポチっと発明 ピカちんキット - 企画
- 斉木楠雄のΨ難（第2期） - スーパーバイザー
- パズドラ - 企画
- アイカツフレンズ! - エグゼクティブプロデューサー
- イナズマイレブン アレスの天秤 - スーパーバイザー
- 妖怪ウォッチ シャドウサイド - スーパーバイザー
- 軒轅剣 蒼き曜 - 企画
- イナズマイレブン オリオンの刻印 - スーパーバイザー
- 愛玩怪獣 - 企画
- 斉木楠雄のΨ難 完結編 - スーパーバイザー

2019年
- 妖怪ウォッチ! - スーパーバイザー
- フルーツバスケット 1st season - エグゼクティブプロデューサー
- けだまのゴンじろー - スーパーバイザー
- KING OF PRISM -Shiny Seven Stars- - 製作
- エッグカー - 企画
- アイカツオンパレード! - エグゼクティブプロデューサー
- 妖怪ウォッチJam 妖怪学園Y 〜Nとの遭遇〜 - スーパーバイザー

2020年
- 遊☆戯☆王SEVENS - 企画
- フルーツバスケット 2nd season - エグゼクティブプロデューサー

2021年
- フルーツバスケット The Final - エグゼクティブプロデューサー
- 妖怪ウォッチ♪ - 企画
- 新幹線変形ロボ シンカリオンZ - 企画

### Webアニメ
2018年
- ソードガイ The Animation - 企画

2019年
- 斉木楠雄のΨ難 Ψ始動編 - スーパーバイザー

### OVA
2011年
- ピカチュウのふしぎなふしぎな大冒険 - プロデューサー

2012年
- ピカチュウのサマー・ブリッジ・ストーリー - プロデューサー

2014年
- 新テニスの王子様 OVA vs Genius10 - 企画

### アニメ映画
2009年
- 劇場版ポケットモンスター ダイヤモンド&パール アルセウス 超克の時空へ - 製作委員会

2010年
- 10thアニバーサリー 劇場版 遊☆戯☆王 〜超融合!時空を越えた絆〜 - 企画
- 超劇場版ケロロ軍曹 誕生!究極ケロロ 奇跡の時空島であります!! - 製作委員会
- 劇場版 銀魂 新訳紅桜篇 - 製作委員会
- いばらの王 - 製作委員会
- 劇場版ポケットモンスター ダイヤモンド&パール 幻影の覇者 ゾロアーク - プロデューサー
- 劇場版 NARUTO -ナルト- 疾風伝 ザ・ロストタワー - 企画
- 劇場版BLEACH 地獄篇 - 企画
- 劇場版イナズマイレブン 最強軍団オーガ襲来 - アソシエイトプロデューサー

2011年
- 鬼神伝 - エグゼクティブプロデューサー
- 劇場版ポケットモンスター ベストウイッシュ ビクティニと黒き英雄 ゼクロム・白き英雄 レシラム - プロデューサー
- 劇場版 ハヤテのごとく! HEAVEN IS A PLACE ON EARTH - 製作
- 劇場版 テニスの王子様 英国式庭球城決戦! - 製作委員会
- 蛍火の杜へ - 企画
- 劇場版イナズマイレブンGO 究極の絆 グリフォン - アソシエイトプロデューサー

2012年
- マジック・ツリーハウス - 企画
- 劇場版ポケットモンスター ベストウイッシュ キュレムVS聖剣士 ケルディオ - 製作
- メロエッタのキラキラリサイタル - 製作
- ROAD TO NINJA -NARUTO THE MOVIE- - 企画
- 映画ジュエルペット スウィーツダンスプリンセス - 製作委員会
- 劇場版 FAIRY TAIL 鳳凰の巫女 - 企画
- 劇場版イナズマイレブンGO vs ダンボール戦機W - アソシエイトプロデューサー

2013年
- 劇場版ポケットモンスター ベストウイッシュ 神速のゲノセクト ミュウツー覚醒 - アソシエイトプロデューサー
- 劇場版 銀魂 完結篇 万事屋よ永遠なれ - 企画

2014年
- イナズマイレブン 超次元ドリームマッチ - スーパーバイザー
- ポケモン・ザ・ムービーXY 破壊の繭とディアンシー - アソシエイトプロデューサー
- 劇場版 カードファイト!! ヴァンガード ネオンメサイア - 企画
- THE LAST -NARUTO THE MOVIE- - 企画
- 劇場版 アイカツ! - エグゼクティブプロデューサー
- 映画 妖怪ウォッチ 誕生の秘密だニャン! - アソシエイトプロデューサー

2015年
- 百日紅 〜Miss HOKUSAI〜 - 製作委員会
- ポケモン・ザ・ムービーXY 光輪の超魔神 フーパ - アソシエイトプロデューサー
- BORUTO -NARUTO THE MOVIE- - 企画
- アイカツ!ミュージックアワード みんなで賞をもらっちゃいまSHOW! - エグゼクティブプロデューサー
- 劇場版 弱虫ペダル - 製作
- 映画 妖怪ウォッチ エンマ大王と5つの物語だニャン! - アソシエイトプロデューサー

2016年
- 遊☆戯☆王 THE DARK SIDE OF DIMENSIONS - 企画
- ポケモン・ザ・ムービーXY&Z ボルケニオンと機巧のマギアナ - アソシエイトプロデューサー
- 劇場版アイカツスターズ! - 製作
- アイカツ! 〜ねらわれた魔法のアイカツ!カード〜 - 製作

2017年
- 劇場版 トリニティセブン -悠久図書館と錬金術少女- - 企画
- 劇場版 FAIRY TAIL -DRAGON CRY- - 製作
- 劇場版ポケットモンスター キミにきめた! - アソシエイトプロデューサー
- 映画 妖怪ウォッチ シャドウサイド 鬼王の復活 - アソシエイトプロデューサー

2018年
- 劇場版ポケットモンスター みんなの物語 - アソシエイトプロデューサー
- 劇場版 のんのんびより ばけーしょん - 企画
- 若おかみは小学生! - 企画
- 劇場版 夏目友人帳 〜うつせみに結ぶ〜 - 企画
- 映画 妖怪ウォッチ FOREVER FRIENDS - 製作

2019年
- ミュウツーの逆襲 EVOLUTION - 製作
- 映画 妖怪学園Y 猫はHEROになれるか - 製作

2020年
- 劇場版ポケットモンスター ココ - 製作

### テレビドラマ
2017年
- アイドル×戦士 ミラクルちゅーんず! - 企画

2018年
- 魔法×戦士 マジマジョピュアーズ! - 企画

2021年
- アイカツプラネット! - エグゼクティブプロデューサー

### 実写映画
2018年
- 銀魂2 掟は破るためにこそある - 製作

2021年
- 妖怪大戦争 ガーディアンズ - 製作

2022年
- 映画 おそ松さん - 製作

### 人形劇番組
2018年
- フォーカード - スーパーバイザー

2019年
- フォーカード（第2期） - スーパーバイザー

## 出演

### テレビ
| 期間                    | 期間                    | 番組名                                   | 役職             |
| ----------------------- | ----------------------- | ---------------------------------------- | ---------------- |
| 1989年4月               | 1992年3月               | ワールドビジネスサテライト（テレビ東京） | サブキャスター   |
| 2009年3月22日・11月22日 | 2009年3月22日・11月22日 | みんなとてれと（テレビ東京）             | ゲストキャスター |